# Cambridge (Verenigd Koninkrijk)

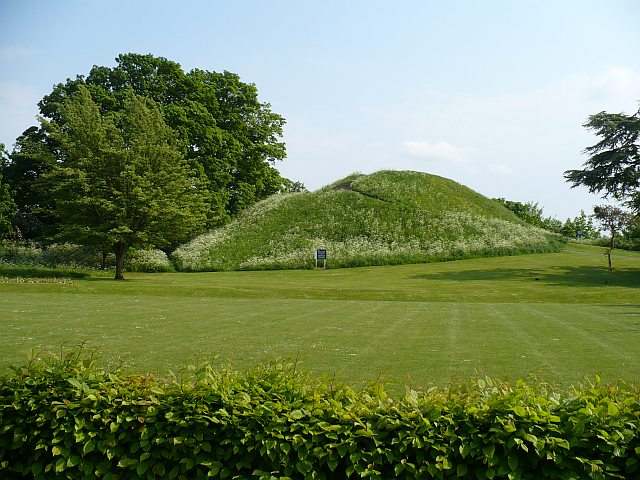
Overgebleven motte van het kasteel van Cambridge

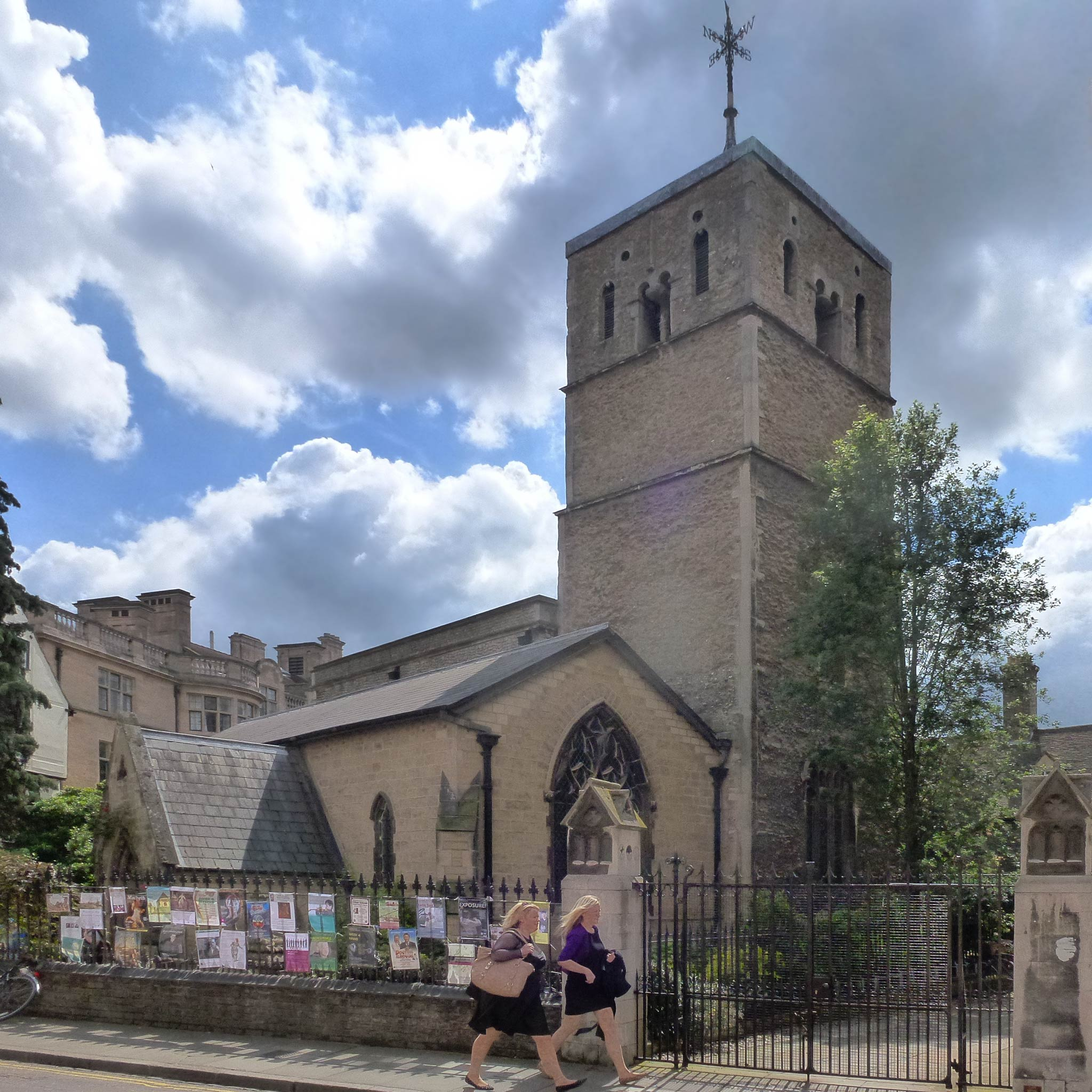
De 11e-eeuwse St Bene't's Church, het oudste gebouw in Cambridge

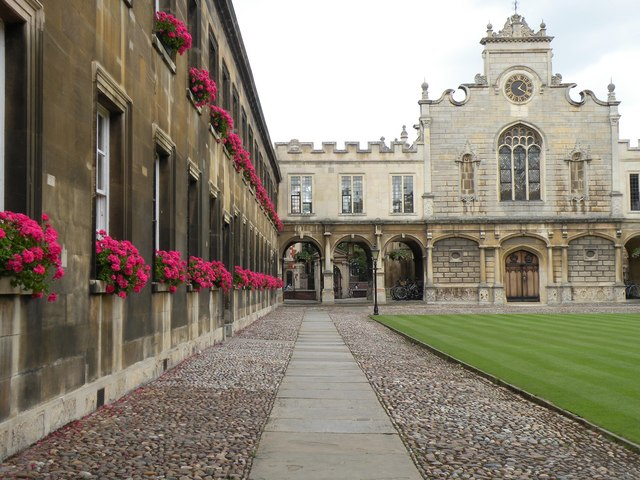
Peterhouse, het oudste college van de Universiteit van Cambridge

Cambridge is een district  met de officiële titel van city, in Engeland in het graafschap Cambridgeshire, ongeveer 80 kilometer ten noordoosten van Londen. Cambridge beslaat een oppervlakte van 41 km² en heeft ongeveer 126.000 inwoners, waaronder zo'n 22.500 studenten.
De stad is vooral beroemd vanwege de Universiteit van Cambridge, die met de Universiteit van Oxford behoort tot de twee belangrijkste universiteiten van het Verenigd Koninkrijk en tot de beroemdste ter wereld. De 31 colleges (waaronder Christ's College, Girton College, Gonville and Caius College, King's College, Newnham College, Peterhouse, St Catharine's College, St John's College, Trinity College) zijn over de hele stad verspreid, maar zijn allemaal onderdeel van dezelfde universiteit. In Cambridge bevindt zich ook een grote campus van de Anglia Ruskin University. 
Cambridge is een stad met veel groen in parken en aan de rivier de Cam, waarnaar Cambridge genoemd is.

## Geschiedenis
De geschiedenis van Cambridge gaat duizenden jaren terug. Al voor de Romeinse tijd was er sprake van bewoning in het gebied. Belangrijkste aanwijzing hiervoor zijn de overblijfselen van een 3.500 jaar oude boerderij, op de plek waar nu Fitzwilliam College is gelegen. Tevens zijn er aanwijzingen voor bewoning van Castle Hill door een Belgische stam in de eerste eeuw voor Christus.
Met de komst van de Romeinen werd Cambridge een belangrijke militaire post langs de Cam en aan de Via Devana, een belangrijke weg die Colchester verbond met Chester. Cambridge heette in deze periode Duroliponte en bleef ook na de Romeinse overheersing nog enkele eeuwen een belangrijk regionaal centrum.
Na het vertrek van de Romeinen kreeg Cambridge te maken met de Saksen. De Anglo-Saksische periode was geen slechte tijd voor Grantebrycge (zoals de stad in de Angelsaksische Kroniek werd aangeduid) en omgeving: er waren goede handelsverbindingen door het anders lastig te doorkruisen Fenland. Berichten uit de zevende eeuw van bezoekers uit het nabijgelegen Ely geven echter aan dat Cambridge in verval was geraakt.
De Angelsaksische Kroniek vermeldt de komst van de Vikingen in het jaar 875. Zij voerden er de Danelaw in. Dankzij de handel van dit volk groeide Cambridge weer snel. De kern van de stad verplaatste zich van Castle Hill aan de linkeroever van de rivier naar het tegenwoordige Quayside aan de rechteroever. Na het vertrek van de Vikingen kwamen de Saksen voor korte periode opnieuw aan de macht. Onder Saksisch bewind vond in 1025 de bouw van onder meer de St. Benet's-kerk plaats.
In 1068, twee jaar na zijn verovering van Engeland, liet Willem de Veroveraar een kasteel bouwen op Castle Hill. Net als de rest van het nieuwe koninkrijk stond ook Cambridge in deze periode onder leiding van de koning en zijn adjuncten. De stad stond inmiddels bekend als Grentabrige of Cantebrigge, wat door de jaren heen verder zou veranderen tot Cambridge.
In 1209 werd door gevluchte studenten uit Oxford een universiteit gesticht. Het oudste nog bestaande college is Peterhouse, gesticht in 1284. In 1293 vond in Cambridge een grote stadsbrand plaats. De bekende King's College Chapel werd gebouwd in de periode 1446 tot 1515. In 1766 werd het universitair ziekenhuis Addenbrooke's Hospital gesticht. De eerste spoorverbinding met Londen werd geopend in 1845. Het station Cambridge is relatief ver van het stadscentrum verwijderd.
Pas in 1951 kreeg Cambridge de status van 'stad'. Toen de onderwijsinstelling Anglia Polytechnic in 1992 de status van universiteit kreeg (inmiddels Anglia Ruskin University geheten), kreeg de stad een tweede universiteit.

## Geografie
Cambridge ligt ongeveer 80 km ten noordoosten van Londen en ten zuiden van het gebied The Fens. De stad ligt in een relatief laag gelegen gebied tussen de 6 en 24 meter boven zeeniveau. Door Cambridge stroomt de Cam - een zijrivier van de Great Ouse - waaraan de stad haar naam dankt. Vroeger was de Cam een belangrijke rivier voor handel. Tegenwoordig wordt ze vooral gebruikt voor pleziervaart, roeien, kanoën en 'punting'.
Het moderne Cambridge heeft een groot aantal buitenwijken en gebieden met een hoge bebouwingsdichtheid. Het stadscentrum bestaat nog wel uit historische bebouwing en is daarnaast een centrum van commercie en toerisme. In de binnenstad is een groot deel van de straten autovrij. Onder de vele parken en groengebieden die Cambridge rijk is, zijn onder meer Jesus Green, Parker's Piece en Midsummer Common.

## Hitterecord
Met 38,7° op 25 juli 2019 in Cambridge boekte Groot-Brittannië een nieuw hitterecord dat tot 19 juli 2022 standhield toen het in Coningsby 40,3° werd.

## Cultuur

### Bezienswaardigheden
In Cambridge

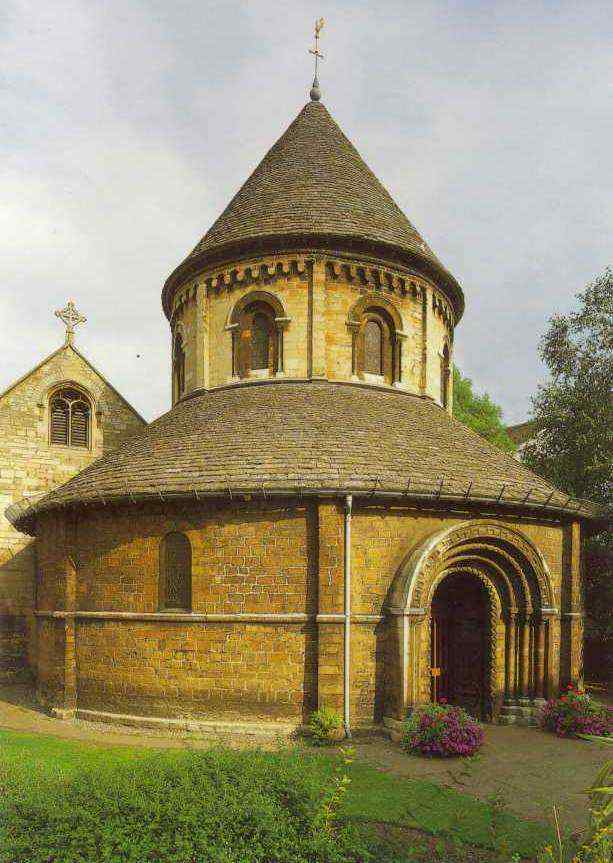
Round Church

- Kerk van St. Mary the Great (universiteitskerk)
- King's College Chapel (1446-1515)
- Cambridge American Cemetery and Memorial, Amerikaanse begraafplaats uit de Tweede Wereldoorlog
- Heilige Grafkerk (The Round Church)

In de omgeving
- Anglesey Abbey (abdij)
- Houghton Mill (watermolen uit de 17e eeuw)

### Musea en exposities

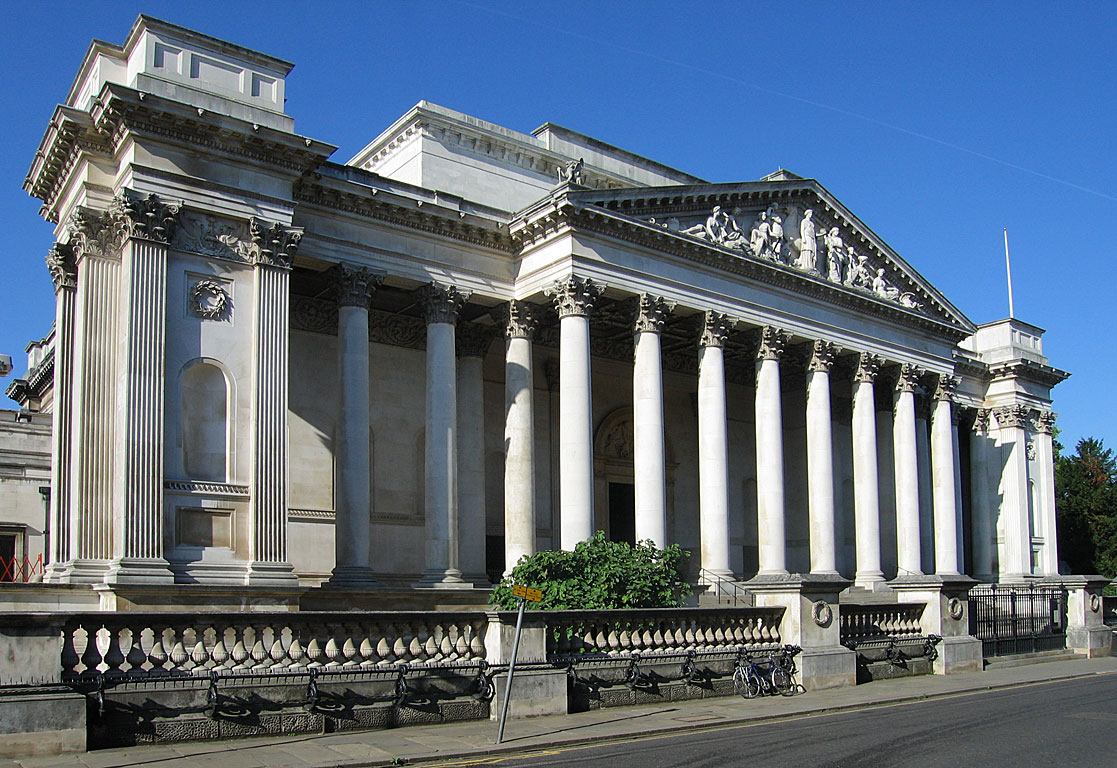
Fitzwilliam Museum

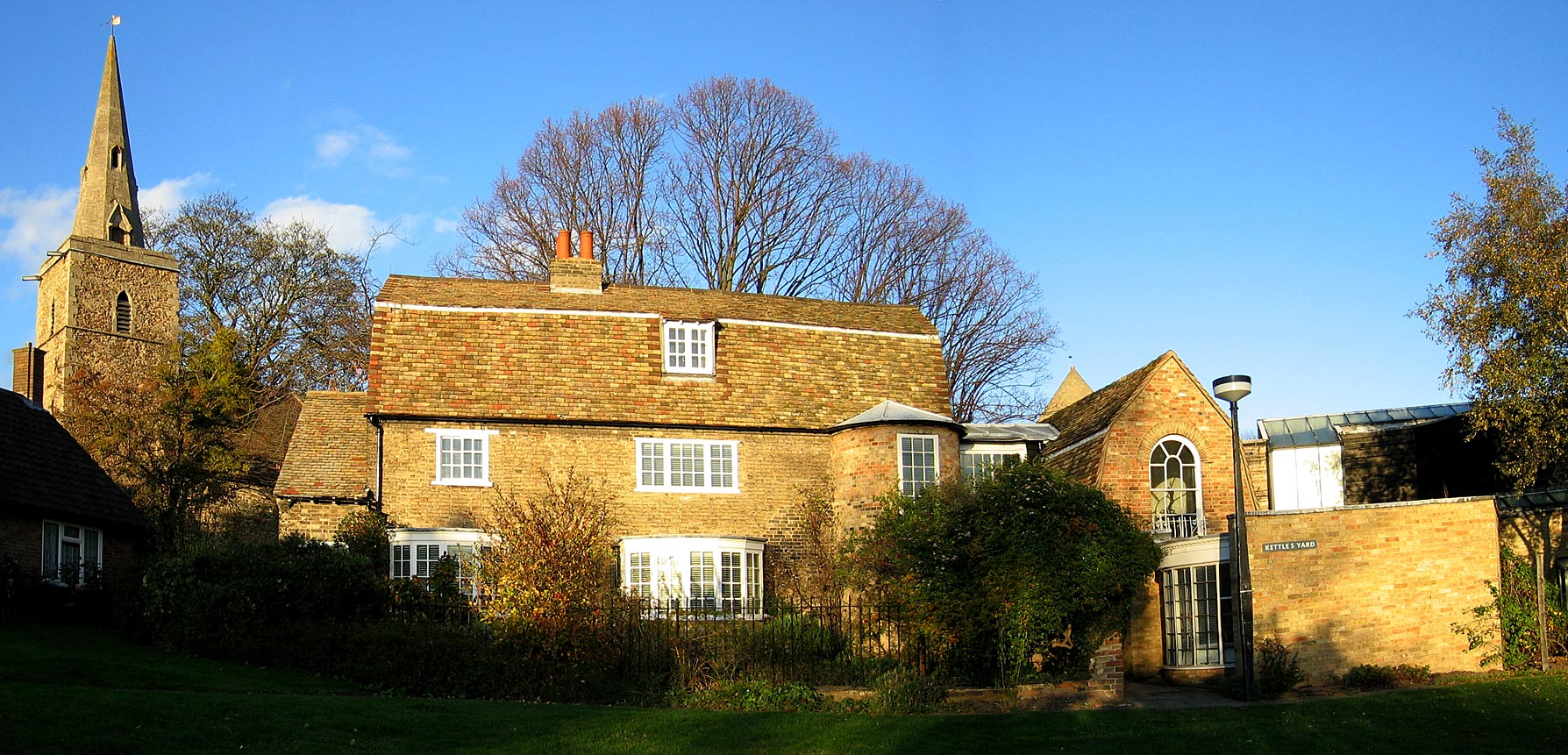
Kettle's Yard

- Fitzwilliam Museum, museum voor kunst en oudheden
- Cambridge Sculpture Trails, bestaande uit drie verschillende beeldenroutes
- Kettle's Yard, bijzonder huis en tentoonstellingsgebouw met de collectie van de kunstverzamelaar Jim Ede
- Museum of Archaeology and Anthropology
- Polar Museum
- Sedgwick Museum of Earth Sciences
- Museum of Classical Archaeology
- Whipple Museum of the History of Science
- Cambridge University Museum of Zoology
- Heong Gallery, onderdeel van Downing College
- The Museum of Cambridge (volksmuseum)

### Sport

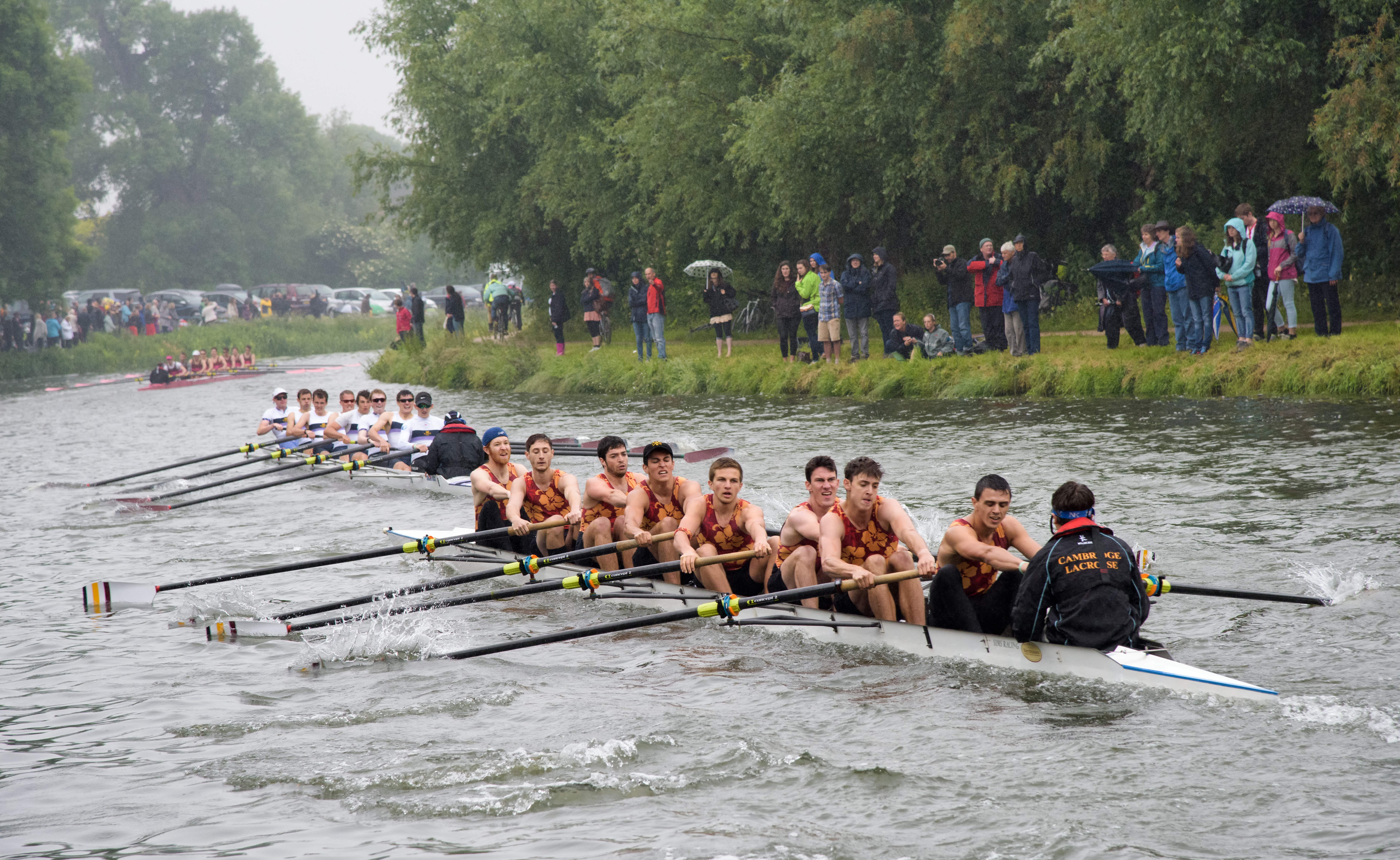
"Bump race" op de Cam

Cambridge heeft een rol gespeeld in de ontwikkeling van het moderne voetbal: studenten van de Universiteit van Cambridge schreven in 1848 de eerste regelgeving, de zogeheten 'Cambridge Rules'.
Uit Cambridge komen twee voetbalclubs. Cambridge United FC, die speelt in het Abbey Stadium, komt uit in de Football League Two. Cambridge City FC, die City Ground in de wijk Chesterton als thuisbasis heeft, speelt in de Southern Football League Premier Division. Rugbyclub Cambridge RUFC komt uit in de National Divison Two, het op twee na hoogste niveau van de Rugby Union in Engeland.
De Cam is een populaire rivier voor onder andere roeien en kanoën. Een speciale vorm van varen is het zogenaamde 'punting', waarbij de 'punter' de boot, een vlet, voortbeweegt door een stok af te zetten tegen de rivierbodem. Bekend is ook de rivaliteit tussen de universiteiten van Cambridge en Oxford, die al ruim een eeuw jaarlijks tot uiting komt in de Boat Race, een roeiwedstrijd over de Thames in Londen.

### Muziek
De bekendste band uit Cambridge is Pink Floyd. Syd Barrett en David Gilmour werden beiden geboren in de stad en Barrett volgde samen met medeoprichter Roger Waters onderwijs aan de Cambridgeshire High School for Boys. Andere bekende bands uit Cambridge zijn Henry Cow en Katrina & the Waves.
Op het gebied van de authentieke uitvoeringspraktijk van oude muziek uit de renaissance en barok is in Cambridge pionierswerk verricht door onder meer Sir Roger Norrington en Christopher Hogwood, wiens Academy of Ancient Music in Cambridge gevestigd is. Deze staat sinds 2006 onder leiding van Richard Egarr. 
Cambridge staat ook bekend om de eeuwenoude koortraditie. Vele colleges hebben hun eigen koor. Wereldberoemd is het King's College Choir o.l.v. Daniel Hyde, een jongenskoor dat optreedt in de King's College Chapel.

## Bekende inwoners van Cambridge

### Geboren
- John Maynard Keynes (1883-1946), econoom
- George Paget Thomson (1892-1975), natuurkundige en Nobelprijswinnaar
- Raymond Postgate (1896-1971), auteur
- Ronald George Wreyford Norrish (1897-1978), scheikundige en Nobelprijswinnaar
- Richard Attenborough (1923-2014), acteur en filmmaker
- John Edward Sulston (1942-2018), bioloog en Nobelprijswinnaar
- Syd Barrett (1946-2006), zanger-gitarist Pink Floyd
- David Gilmour (1946), zanger-gitarist Pink Floyd
- Olivia Newton-John (1948-2022), zangeres, actrice
- Tom Robinson (1950), zanger
- Douglas Adams (1952-2001), schrijver van o.a. Het transgalactisch liftershandboek
- Gordon J. Brand (1955-2020), golfspeler
- Ralph Brown (1957), acteur
- Simon McBurney (1957), acteur, theaterregisseur, schrijver
- Jeremy Northam (1961), acteur
- Ronan Vibert (1964-2022), acteur
- Matthew Bellamy (1978), zanger-gitarist Muse
- Andrew Gower (1978), computerspellenontwikkelaar en oprichter van Jagex
- Amy Williams (1982), skeletonracer
- Tom Blomqvist (1993), autocoureur
- Teddy Bishop (1996), voetballer

### Overleden
- Ludwig Wittgenstein (1889-1951),  Oostenrijks-Brits filosoof
- Lise Meitner (1878-1968), Oostenrijks-Zweeds natuurkundige
- Honor Bridget Fell (1900-1986), zoöloog
- Stephen Hawking (1942-2018), natuurkundige
- David Thouless (1934-2019), natuurkundige
- George Steiner (1929-2020), Frans-Brits schrijver, literatuurwetenschapper en cultuurfilosoof

## Stedenband
Cambridge heeft twee partnersteden. Beide zijn net als Cambridge universiteitssteden. Zij zijn ook in grootte vergelijkbaar met Cambridge.
- Heidelberg in Duitsland, sinds 1957
- Szeged in Hongarije, sinds 1987

## Galerij

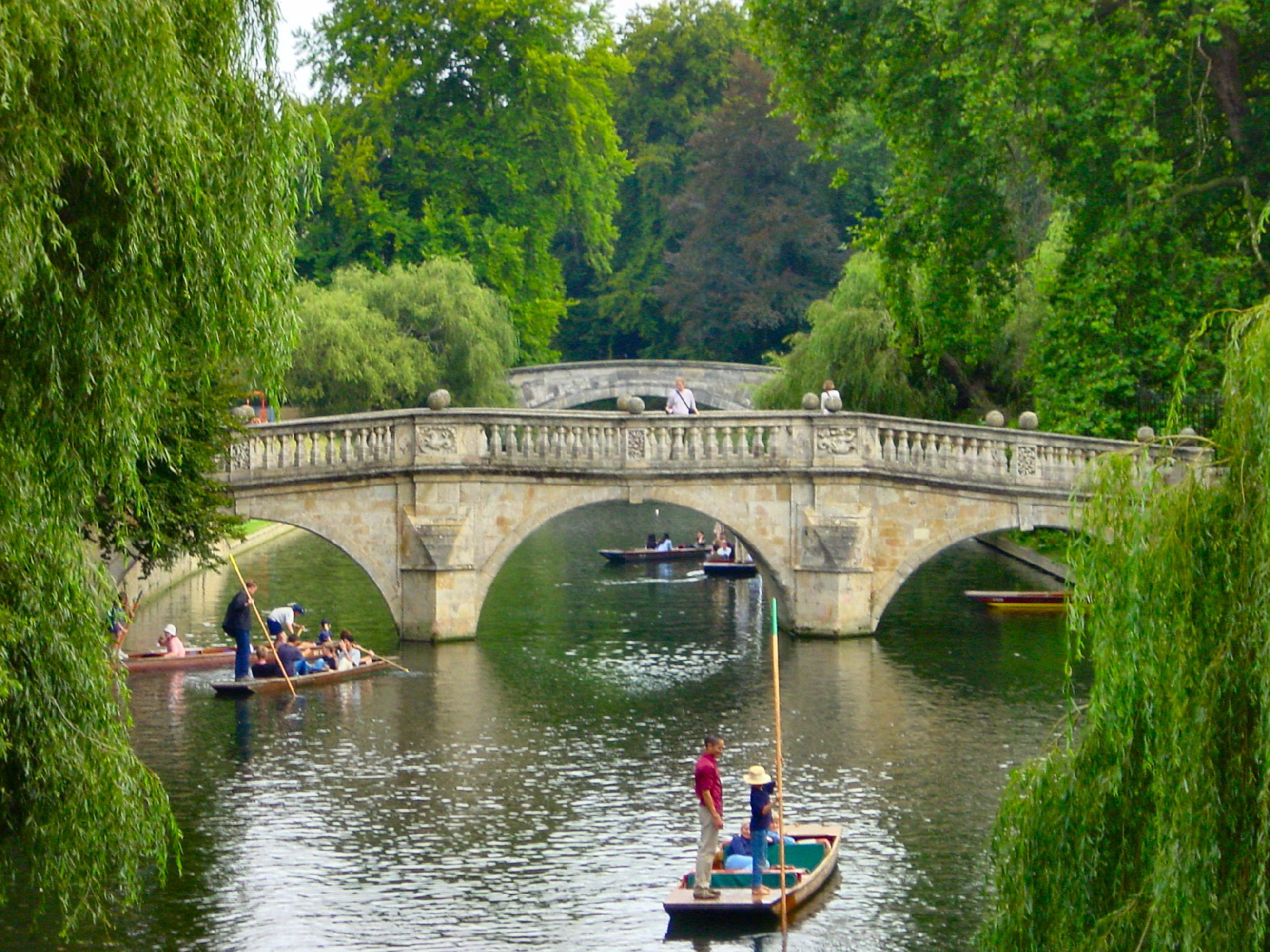
Punting op de rivier de Cam
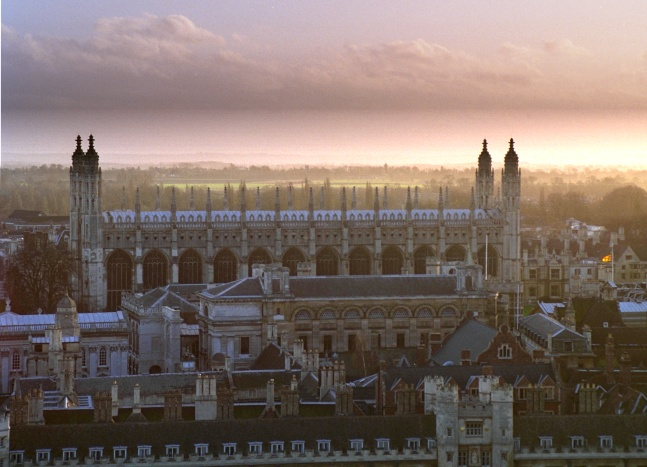
Trinity College, Gonville and Caius College, Clare College en King's College Chapel
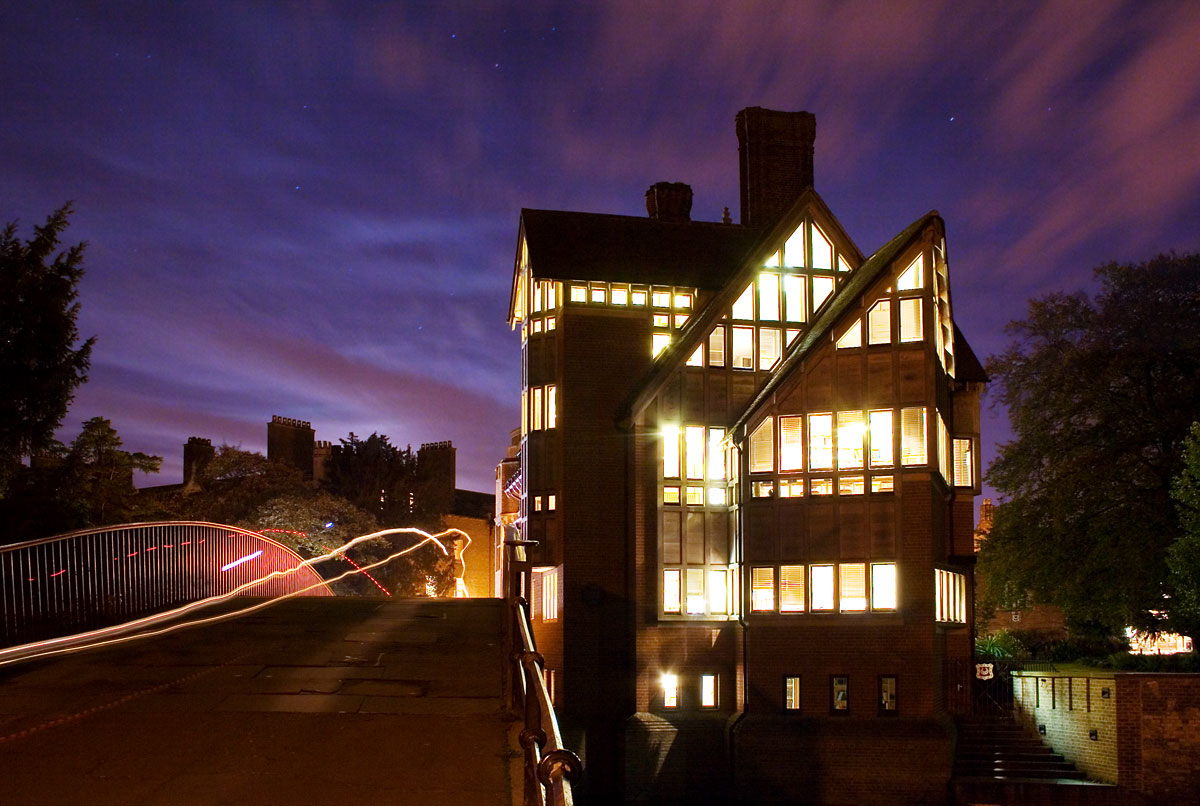
Jerwood Library
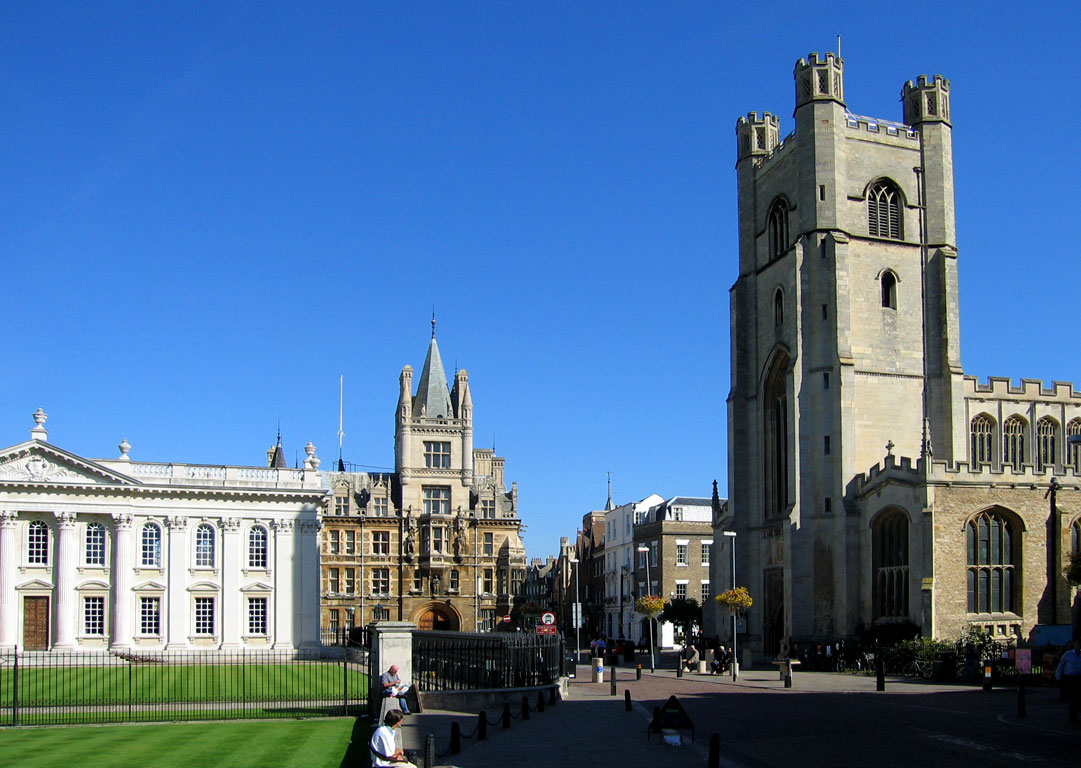
Historische bouwwerken in het stadscentrum
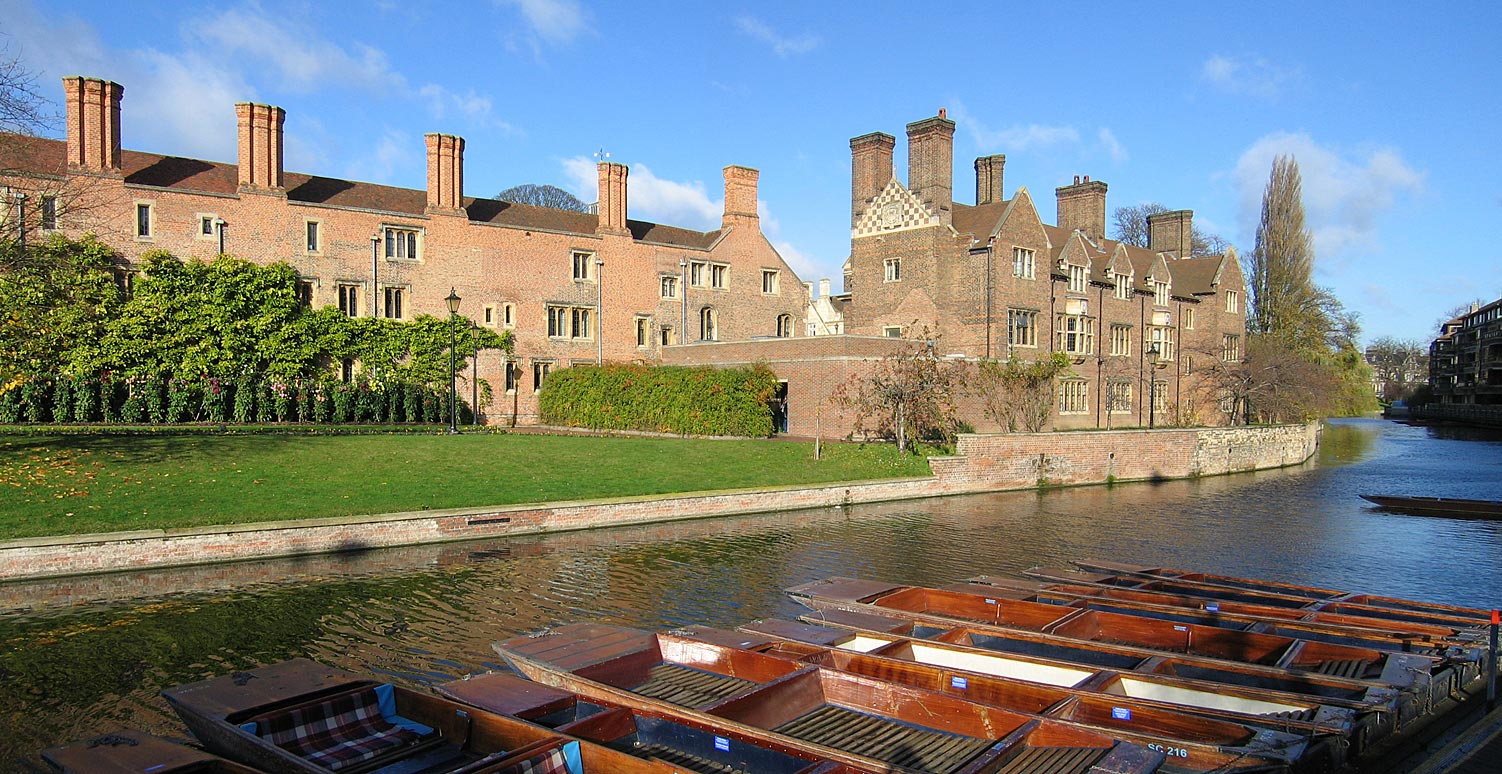
Magdalene College en de rivier de Cam